# Noshiro
Noshiro (能代市; -shi) é uma cidade japonesa localizada na província de Akita.
Em 2003 a cidade tinha uma população estimada em 52.381 habitantes e uma densidade populacional de 213,58 h/km². Tem uma área total de 245,25 km².
Recebeu o estatuto de cidade a 1 de Outubro de 1940.

## Cidade-irmã
- Wrangell, Estados Unidos (1960)